# Megaselia miandoabensis
Megaselia miandoabensis (лат.) — вид мелких мух-горбаток рода Megaselia из подсемейства Metopininae (двукрылые горбатки). Эндемик Ирана.

## Распространение
Центральная Азия, Иран (провинция Западный Азербайджан, Miandoab city, Nasirkandy region, 36°56.846’N, 46°10.015’E, высота 1306 м).

## Описание
Мелкие мухи длиной около 1 мм (крылья до 1,8 мм). Лоб без тонких микротрихий. Щека с 3 щетинками. Грудь коричневого цвета, с 2 нотоплевральными щетинками, без расщелины перед ними; мезоплевра голая. Вид был впервые описан в 2019 году иранскими энтомологами Р. Н. Хамени с коллегами (Khameneh R. N., S. Khaghaninia, N. Maleki-Ravasan; University of Tabriz, Тебриз, Иран) и британским диптерологом Генри Диснеем (R. Henry L. Disney; Department of Zoology, Кембриджский университет, Кембридж, Великобритания). Видовое название дано по имени места обнаружения (Miandoab city).